# 알리야 무스타피나
알리야 파르하토브나 무스타피나(러시아어: Алия Фархатовна Мустафина, 타타르어: Алия Фәрһәт кызы Мостафина, 1994년 9월 30일 ~ )는 러시아의 전직 체조 선수이다. 세계 체조 선수권 대회에서 금메달 3개, 은메달 4개, 동메달 5개를 획득했으며 올림픽에서는 금메달 2개, 은메달 2개, 동메달 3개를 획득했다.

## 생애 초반과 청소년 선수 경력
무스타피나는 1994년 9월 30일에 모스크바주 예고리옙스크에서 1976년 몬트리올 하계 올림픽 레슬링 그레코로만형 동메달리스트이자 볼가 타타르인인 파르하트 무스타핀의 딸로 태어났다. 그의 어머니인 옐레나 무스타피나는 물리학 교사로 근무했던 러시아인이다. 그의 여동생인 날리야는 러시아 청소년 체조 국가대표팀 선수로 활동했다.
무스타피나의 첫 국제 대회는 2007년 3월에 캐나다 몬트리올에서 열린 국제 체조 대회였는데 개인 종합에서 58.825점을 기록하면서 2위를 차지했다. 같은 해 4월에 우크라이나 키예프에서 열린 스텔라 자하로바컵에서는 개인 종합에서 55.150점을 기록하면서 2위를 차지했다. 2007년 9월에 일본 요코하마에서 열린 일본 주니어 인터내셔널에서는 개인 종합에서 59.800점으로 종합 2위를 기록했는데 도마에서는 14.750점, 2단 평행봉에서는 15.250점, 평균대에서는 15.450점, 마루운동에서는 14.100점을 기록했다.
무스타피나는 프랑스 클레르몽페랑에서 열린 2008년 유럽 여자 체조 선수권 대회에서 러시아 청소년 체조 국가대표팀이 1위를 차지하는 데 기여했고 개인 종합에서 60.300점으로 은메달을 획득했다. 종목별 결승에서는 14.475점으로 4위를 기록했고 마루운동에서는 14.375점으로 4위를 기록했다. 같은 해 11월에는 프랑스 마르세유에서 열린 마실리아컵 시니어부에 참가했는데 개인 종합에서 57.300점으로 6위를 차지했다. 그 외에 도마에서는 13.950점으로 4위, 마루운동에서는 14.925점으로 2위를 차지했다.
무스타피나는 2009년 3월에 브랸스크에서 열린 러시아 전국 선수권 대회 시니어부에 출전해 58.550점을 기록하여 종합 우승을 차지했다. 또한 이단평행봉에서는 15.300점으로 2위, 평균대에서는 14.950점으로 1위, 마루운동에서는 14.700점으로 3위를 차지했다. 하지만 알렉산드르 알렉산드로프 러시아 체조 국가대표팀 감독은 "그 나이의 소녀들은 시니어 국제 대회에 출전할 수 없다."고 한탄했다고 한다.
무스타피나는 2009년 7월에 일본 도쿄에서 열린 재팬컵 개인 종합에서 58.250점으로 2위를 차지했고 같은 해 8월 러시아 펜자에서 열린 러시아컵 시니어부 개인 종합에서 59.434점으로 2위를 차지했다. 무스타피나는 같은 해 12월에 카타르 도하에서 열린 짐나시아드 대회에서 개인 종합에서 57.350점을 차지하면서 우승을 차지했는데 도마에서는 13.900점으로 2위, 이단평행봉에서는 14.825점으로 1위, 평균대에서는 14.175점으로 1위, 마루운동에서 14.575점으로 2위를 차지했다.

## 성인 선수 경력

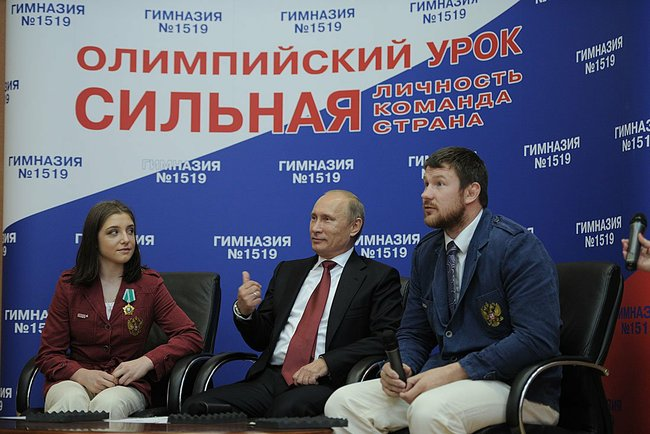
알리야 무스타피나가 블라디미르 푸틴 러시아 대통령, 2012년 런던 하계 올림픽 남자 유도 은메달리스트 알렉산드르 미하일린을 만난 모습 (2012년)

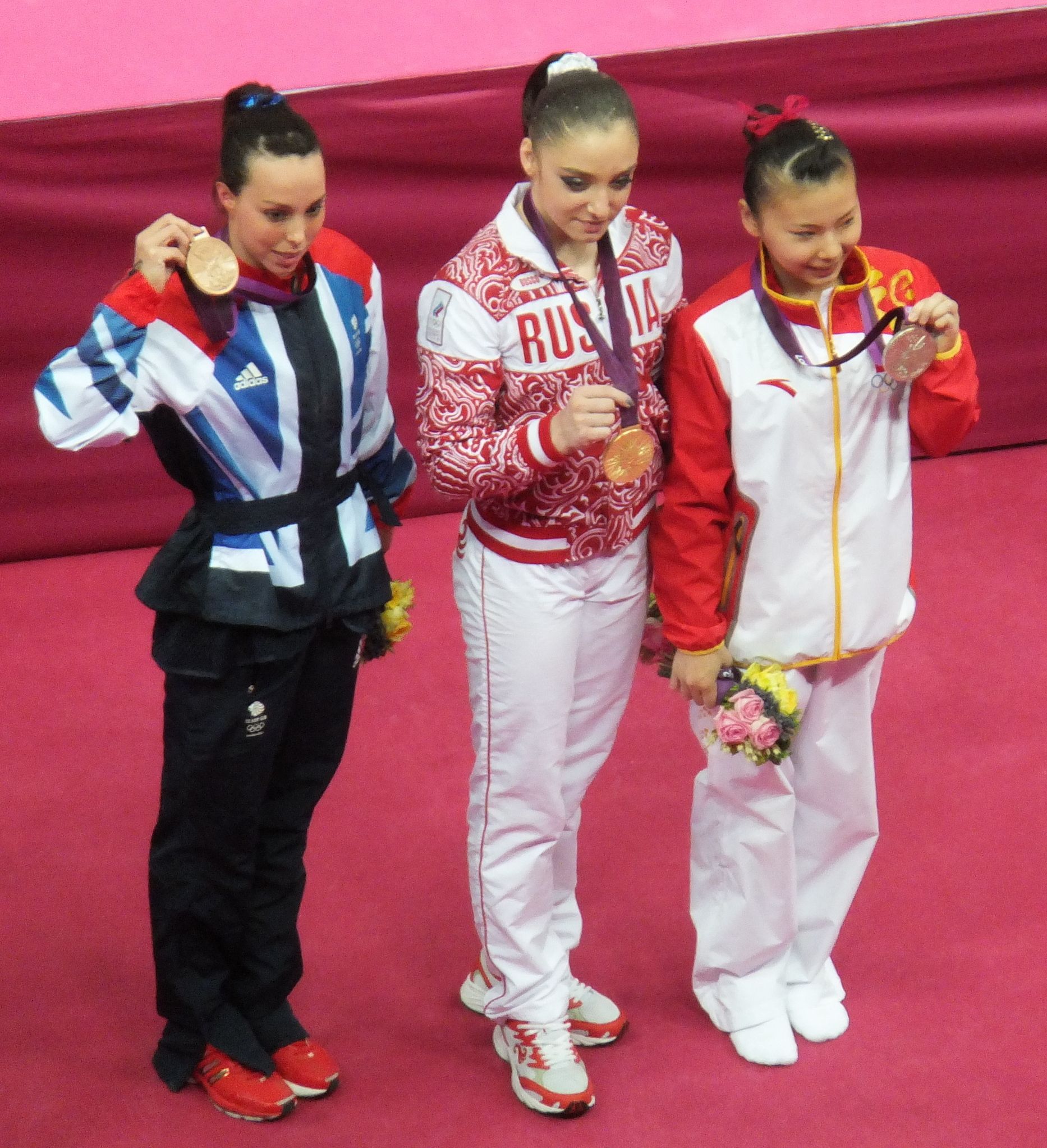
알리야 무스타피나(가운데)가 2012년 런던 하계 올림픽 여자 2단 평행봉 시상식이 끝난 이후에 자신이 획득한 금메달을 들고 있는 모습. 왼쪽에 있는 선수는 동메달을 획득한 영국의 베스 트위들, 오른쪽에 있는 선수는 은메달을 획득한 중국의 허커신이다.

무스타피나는 2010년 3월에 있었던 훈련 도중에 부상을 당해 러시아 체조 선수권 대회에 출전하지 못했다. 부상에서 회복된 무스타피나는 2010년 4월에 프랑스 파리에서 열린 체조 월드컵에 참가했다. 2단 평행봉에서는 약간의 실수가 있었음에도 불구하고 14.500점을 기록하여 4위를 차지했고 평균대에서는 14.175점을 기록하여 2위를 차지했다. 2010년 4월에 영국 버밍엄에서 열린 2010년 유럽 여자 체조 선수권 대회에 참가한 무스타피나는 단체 종합에서 58.175점(도마 14.700점, 2단 평행봉 14.900점, 평균대 14.175점, 마루운동 14.400점)을 기록하면서 러시아의 금메달에 기여했다. 또한 2단 평행봉에서는 15.050점을 기록하여 은메달을 차지했고 평균대에서는 14.375점을 기록하여 은메달을 차지했다.
무스타피나는 2010년 10월에 네덜란드 로테르담에서 열린 세계 체조 선수권 대회에 참가하여 개인 종합에서 61.032점을 차지하면서 금메달을 차지했다. 또한 단체 종합에서는 60.932점을 기록하면서 러시아의 금메달에 기여했고 또한 도마, 2단평행봉, 마루운동에서도 은메달을 획득했다. 2011년 4월에 독일 베를린에서 열린 2011년 유럽 체조 선수권 대회 개인 종합에서 참가한 무스타피나는 도마에서 59.750점을 기록하고 있던 도중에 왼쪽 전방 십자인대가 파열당하는 사고를 당하면서 중도 하차했고 독일 슈트라우빙에서 수술을 받게 된다.
무스타피나는 2012년 3월에 펜자에서 열린 러시아 체조 선수권 대회에 참가하면서 복귀했다. 벨기에 브뤼셀에서 열린 2012년 유럽 여자 체조 선수권 대회에서는 러시아의 단체 종합 은메달에 기여했는데 도마에서는 15.166점, 2단 평행봉에서는 15.833점, 마루운동에서는 13.933점을 기록했다. 무스타피나는 2012년 런던 하계 올림픽에서 금메달 1개, 은메달 2개, 동메달 1개를 차지했는데 해당 대회에서 가장 많은 메달을 받은 체조 선수이자 수영을 제외한 모든 스포츠에서 가장 많은 메달을 받은 선수이기도 하다. 2단 평행봉에서는 16.133점으로 금메달을, 단체 종합에서는 60.266점으로 은메달을, 개인 종합에서는 59.566점으로 은메달을, 마루운동에서는 14.900점으로 동메달을 차지했다. 2012년 8월 7일에는 루스탐 민니하노프 러시아 타타르 공화국 정부 수반이 무스타피나가 2012년 런던 하계 올림픽에서 이룩한 성공을 축하했다. 또한 2012년 8월 15일에는 블라디미르 푸틴 러시아 대통령으로부터 우애훈장을 받기도 했는데 무스타피나는 해당 훈장을 받은 러시아의 선수 33명 가운데 한 사람이기도 하다.
무스타피나는 벨기에 안트베르펜에서 열린 2013년 세계 체조 선수권 대회에서 금메달 1개, 동메달 2개를 차지했다. 평균대에서는 14.900점으로 금메달을 차지했고 2단 평행봉에서는 15.033점으로 동메달을, 개인 종합에서는 58.856점(도마 14.891점, 2단 평행봉 15.233점, 평균대 14.166점, 마루운동 14.566점)으로 동메달을 차지했다. 또한 러시아 카잔에서 열린 2013년 하계 유니버시아드에서는 단체 종합, 개인 종합, 2단 평행봉에서 금메달을, 평균대에서 은메달을 차지했다.
무스타피나는 불가리아 소피아에서 열린 2014년 유럽 여자 체조 선수권 대회에서 발목 부상으로 인해 2단 평행봉과 평균대에만 참가했음에도 불구하고 2단 평행봉에서 15.266점으로 은메달을, 평균대에서 14.733점으로 동메달을 차지했다. 또한 단체 종합에서는 44.666점(도마 14.700점, 2단 평행봉 15.166점, 평균대 14.800점)으로 동메달을 차지했다. 중국 난닝에서 열린 2014년 세계 체조 선수권 대회에서는 3개의 동메달을 차지했는데 단체 종합에서는 58.998점(도마 15.133점, 2단 평행봉 15.066점, 평균대 14.766점, 마루운동 14.033점)을, 평균대에서는 14.166점을, 마루운동에서는 14.733점을 기록했다.
무스타피나는 아제르바이잔 바쿠에서 열린 2015년 유러피언 게임에서 금메달 3개, 은메달 1개를 차지했다. 단체 종합에서는 58.865점(도마 15.133점, 2단 평행봉 15.200점, 평균대 14.566점, 마루운동 13.966점)으로 금메달을, 개인 종합에서는 58.566점으로 금메달을, 2단 평행봉에서는 15.400점으로 금메달을 차지했으며 마루운동에서는 14.200점으로 은메달을 차지했다. 스위스 베른에서 열린 2016년 유럽 여자 체조 선수권 대회에서는 금메달 2개, 동메달 1개를 획득했는데 단체 종합에서는 43.599점(2단 평행봉 15.333점, 평균대 14.800점, 마루운동 13.466점)으로 금메달을, 평균대에서는 15.100점으로 금메달을, 2단 평행봉에서는 15.100점으로 동메달을 차지했다.
무스타피나는 2016년 리우데자네이루 하계 올림픽에서 금메달 1개, 은메달 1개, 동메달을 획득했으며 특히 2단 평행봉에서 15.900점으로 금메달을 획득했다. 그 외에 단체 종합에서는 60.024점(도마 15.133점, 2단 평행봉 15.933점, 평균대 14.958점, 마루운동 14.000점)으로 은메달을 획득했고 개인 종합에서는 58.665점으로 동메달을 획득했다. 무스타피나는 2000년 시드니 하계 올림픽에 참가했던 루마니아의 시모나 아므나르 이후에 여자 체조 선수로는 처음이자 역대 올림픽에서는 라리사 라티니나, 소피야 무라토바, 폴리나 아스타호바, 베라 차슬라프스카, 류드밀라 투리셰바, 나디아 코마네치, 라비니아 밀로쇼비치, 시모나 아므나르에 이어 통산 9번째로 2회 연속 여자 체조 개인 종합 메달을 획득했고 러시아의 스베틀라나 호르키나(2000년 시드니 하계 올림픽) 이후로는 최초로 기구별 올림픽 여자 체조 결선에서 2회 연속 금메달을 획득한 선수이기도 하다.
무스타피나는 2017년에 딸을 출산한 다음에 훈련에 복귀했고 2018년 4월에 카잔에서 열린 러시아 체조 선수권 대회에 참가하게 된다. 그러나 경미한 반월상연골 부상으로 인하여 2018년 5월에 열린 오시예크 챌린지컵에 불참했고 같은 해 6월에 열린 러시아컵도 무릎 부상으로 인하여 불참했다. 무스타피나는 카타르 도하에서 열린 2018년 세계 체조 선수권 대회 단체 종합에서 40.832점(2단 평행봉 14.500점, 평균대 13.266점, 마루운동 13.066점)을 기록하면서 러시아의 은메달에 기여했으나 2019년 3월에 열린 슈투트가르트 월드컵에서 보여준 형편 없는 경기력으로 인하여 2019년 4월에 열린 유럽 체조 선수권 대회에 불참하게 된다. 또한 발목 인대 파열로 인하여 2019년 유러피언 게임에 참가하지 않았다.
무스타피나는 2019년 7월에 2020년 도쿄 하계 올림픽 출전을 위해 러시아 체조 국가대표팀 동료 선수들과 함께 훈련을 가졌다. 하지만 2021년 6월 8일에 열린 러시아컵을 끝으로 은퇴를 결정했고 같은 해에 러시아 청소년 체조 국가대표팀 코치로 합류하게 된다.

## 사생활
무스타피나는 2015년 가을에 러시아의 봅슬레이 선수인 알렉세이 자이체프와의 연예를 시작했는데 두 사람 모두 스포츠 경기 도중에 부상을 당한 이후에 병원에서 만났다고 한다. 무스타피나와 자이체프는 2016년 11월 3일에 크라스노다르에서 결혼식을 올렸다.
2017년 1월에는 무스타피나가 임신을 한 사실이 확인되었는데 무스타피나는 2017년 6월 9일에 알리사라는 딸을 출산하게 된다. 하지만 무스타피나와 자이체프는 2018년 4월에 이혼하게 된다.